# Oriolo Romano
Oriolo Romano est une commune de la province de Viterbe dans la région Latium en Italie.

## Administration
| Période                                  | Période  | Identité      | Étiquette           | Qualité |
| ---------------------------------------- | -------- | ------------- | ------------------- | ------- |
| 30 mai 2006                              | En cours | Italo Carones | Partito Democratico |         |
| Les données manquantes sont à compléter. |          |               |                     |         |

### Communes limitrophes
Bassano Romano, Bracciano, Canale Monterano, Manziana, Vejano

## Jumelages
- Saint-Bonnet-près-Riom (France).